# I divertimenti della vita privata
I divertimenti della vita privata è un film del 1990 diretto da Cristina Comencini.

## Trama
Durante la Rivoluzione francese una prostituta accetta di spacciarsi per una ricca signora cui è molto somigliante.

## Critica
Ambizioso e accuratissimo nei dettagli... risulta impacciato da una certa macchinosità della trama. ** 

## Colonna sonora
Degna di nota la bella colonna sonora composta dal maestro Fiorenzo Carpi, più volte collaboratore del padre della regista, Luigi Comencini.